# Highfield Rugby Football Club
Highfield RFC  est un club de rugby irlandais basé dans la ville de Cork, en Irlande qui évolue dans le championnat irlandais de deuxième Division.
Le club est affilié à la fédération du Munster et ses joueurs peuvent être sélectionnés pour l'équipe représentative de la région, Munster Rugby.

## Histoire
Le Highfield RFC est fondé en 1930. Le club remporte son premier titre majeur, la Coupe du Munster, en 1966.

## Palmarès
- Championnat d'Irlande, Division 3 : 2004
- Munster Senior Cup (2) : 1966, 1968
- Munster Senior League (1) : 1990
- Munster Junior Cup : 1937, 1942, 1945, 1972